# Agent Game
 (avril 2022).
Si vous disposez d'ouvrages ou d'articles de référence ou si vous connaissez des sites web de qualité traitant du thème abordé ici, merci de compléter l'article en donnant les références utiles à sa vérifiabilité et en les liant à la section « Notes et références ».
Pour plus de détails, voir Fiche technique et Distribution.
Agent Game est un thriller d'action américain réalisé par Grant S. Johnson et sorti en 2022.

## Synopsis
L'agent Harris officie pour la CIA à Washington. Il mène des missions de détention et de transfert de ressortissants étrangers pour des interrogatoires. Alors que son supérieur est assassiné, il devient le bouc émissaire d'un second meurtre. Harris est alors contraint de fuir et de prouver son innocence, tout en tentant de survivre à des agents surentraînés.

## Fiche technique
- Titre : Agent Game
- Réalisation : Grant S. Johnson
- Scénario : Tyler W. Konney et Mike Langer
- Photographie : David Kruta
- Montage : Charlie Porter
- Musique : Kiley Norton
- Producteur : Tyler W. Konney
- Sociétés de production : Taylor & Dodge et Project Infinity
- Société de distribution : Saban Films (États-Unis)
- Pays de production :  États-Unis
- Langue originale : anglais
- Format : couleur — 1,85:1
- Genre : thriller, action
- Durée : 90 minutes
- Date de sortie :
  - États-Unis : 8 avril 2022
  - France : 19 septembre 2022 en VOD

## Distribution
- Mel Gibson (VF : Emmanuel Jacomy) : Olsen
- Dermot Mulroney (VF : Guillaume Orsat) : Harris
- Jason Isaacs (VF : Jérôme Keen) : Bill
- Katie Cassidy (VF : Anne Tilloy) : Miller
- Adan Canto (VF : Stéphane Fourreau) : Kavinsky
- Annie Ilonzeh : Visser

## Accueil
Le film reçoit des critiques très négatives dans la presse américaine. Sur l'agrégateur américain Rotten Tomatoes, il récolte 21% d'opinions favorables pour 14 critiques et une note moyenne de 4⁄10. Le consensus suivant résume les critiques compilées par le site : «  ».